# Coenonympha inornata
Coenonympha inornata är en fjärilsart som beskrevs av Edwards 1861. Coenonympha inornata ingår i släktet Coenonympha och familjen praktfjärilar. Inga underarter finns listade i Catalogue of Life.